# Désignation des pulsars
Cet article regroupe les différentes nomenclatures de désignation des pulsars. Celle-ci a évolué au cours du temps, avec l'amélioration de la précision de leur localisation, ainsi que la nécessité de distinguer des pulsars proches en distance angulaire sur la sphère céleste.
Le premier pulsar, découvert à l'université de Cambridge en juillet 1967, a initialement été désigné par les lettres CP (pour Cambridge Pulsar) suivi de son ascension droite, exprimée en minutes d'ascension droite. Ce pulsar a initialement été appelé CP 1919. Cette procédure a été étendue par les autres observatoires astronomiques découvreurs de pulsars, l'initiale C de CP étant changée par celle désignant l'observatoire. On a ainsi nommé :
- CP pour les pulsars découverts à l'université de Cambridge ;
- JP pour les pulsars découverts à l'Observatoire de Jodrell Bank ;
- HP pour les pulsars découverts à l'université Harvard ;
- MP pour les pulsars découverts à l'Observatoire de Molonglo ;
- NP pour les pulsars découverts à un des observatoires affiliés au National Radio Astronomy Observatory (NRAO) ;
- AP pour les pulsars découverts à l'Observatoire d'Arecibo ;
- PP pour les pulsars découverts à l'Observatoire radioastronomique de Puschino ;
- OP pour les pulsars découverts à l'Observatoire d'Ooty.

Cet ensemble de notation est, depuis les années 70, unifié en PSR (pour Pulsar), suivi de l'ascension droite et de la déclinaison, exprimée en degrés. Ainsi le premier pulsar découvert s'est-il vu appelé PSR 1919+21. Dans certains cas, il existe des pulsars ayant la même ascension droite à la minute près et la même déclinaison au degré près. Dans ce cas, la déclinaison est donnée en dixièmes de degrés. C'est notamment le cas pour PSR 1913+167, situé dans une direction très proche du célèbre pulsar binaire PSR 1913+16. Parfois, on met un point entre les degrés de déclinaison et les dixièmes de degré pour ne pas confondre dixième de degrés et dizaines de minutes. Dans les cas où les pulsars sont vraiment très proches et que la donnée du dixième de degré de la déclinaison n'est pas suffisante pour les distinguer, on accole les lettres majuscules de l'alphabet latin à la suite des coordonnées. C'est notamment le cas pour les pulsars situé dans les amas globulaires, le cas le plus connu étant celui de PSR 0021-72A et PSR 0021-72B, tous deux situés dans l'amas 47 Tucanae de la constellation du Toucan.
À l'époque de la découverte des pulsars, le système de coordonnées équatoriales utilisé était celui de l'époque B1950.0. À mesure que le système de coordonnées équatoriales a pris l'époque J2000.0 comme époque de référence, il est devenu nécessaire de préciser l'époque utilisée. Ainsi, la lettre B (pour B1950.0) ou J (pour J2000.0) s'est-elle mise à précéder les coordonnées dans le nom du pulsar. Dans le cas où l'époque utilisée est J2000.0, il est de coutume de faire figurer la déclinaison en degré et minutes d'angles pour éviter toute confusion. Pour le pulsar historique PSR 1919+21, on trouve ainsi les différentes désignations dans la littérature :
- CP 1919
- CP 1919+21
- PSR 1919+21
- PSR B1919+21
- PSR J1921+2153

S'ajoute aussi la difficulté que les imprécisions de localisation de certains pulsars donnent lieu à plusieurs valeurs annoncées pour les coordonnées. L'exemple le plus connu est celui du pulsar du Crabe, dont on trouve les désignations suivantes dans la littérature :
- NP 0531
- NP 0532
- PSR 0531
- PSR 0532
- PSR 0531+21
- PSR 0532+21
- PSR B0531+21
- PSR B0532+21
- PSR B0531+21.9
- PSR J0534+2200

En pratique, seule la désignation en coordonnées d'époque J2000.0 est fiable, les autres étant souvent entachées d'imprécision. En pratique, nombre de pulsars célèbres, comme le pulsar PSR 1919+21, le pulsar du Crabe, ou le pulsar binaire PSR 1913+16 sont bien plus connu sous leur nom « historique » (c'est-à-dire avec les coordonnées exprimées en époque B1950.0) que sous leur nom plus récent (en époque J2000.0).
Un nombre important de pulsars ont leurs coordonnées commençant par 19. Cela provient du fait qu'il s'agit de la direction approximative du centre galactique, plus riche en étoiles de notre Galaxie que toute autre région.